# بيل لاندري
بيل لاندري (بالإنجليزية: Bill Landry)‏ هو مخرج أمريكي، ولد في 10 أبريل 1950 في تشاتانوغا في الولايات المتحدة.